# 辟邪除妖 Variants Daphne
《辟邪除妖 Variants Daphne》是原計劃於2022年內推出的《巫术》系列、Drecom旗下Studio 2PRO開發的手機遊戲，但後來一而再三地延至2024年10月15日上市。

## 開發與發行
2020年11月30日，Drecom取得《巫术》系列的商標並製作暫定名為《辟邪除妖 VA》的手機遊戲，直至2022年10月26日，本作正式命名《辟邪除妖 Variants Daphne》並計劃於2022年推出。
2024年10月15日，本作在iOS和Android平台推出。2025年3月6日，於Steam推出PC版。

## 外部連結
- 官方网站